# 克雷伯·曼東沙·費侯
克雷伯·德·曼東沙·瓦斯康塞洛斯·費侯（葡萄牙語：Kleber de Mendonça Vasconcellos Filho，1968年11月22日—）是巴西電影導演、編劇、製片與影評人。

## 生平
克雷伯·曼東沙·費侯自新聞系畢業後，他先擔任影評與記者。1990年代，他開始嘗試執導紀錄片、劇情片與攝像作品，他於2000年代從錄像轉投入數位與35釐米影片的拍攝，拍攝了許多短片。
2013年，他完成第一部劇情長片《鄰居的狗吠聲》，於鹿特丹影展首映後便獲得許多影評讚賞，紐約時報影評人A. O. Scott將其列入他2012年十大佳片名單；本片也代表巴西角逐奧斯卡最佳外語片，但未獲提名。
2016年，克雷伯·曼東沙·費侯執導的第二部長片《水瓶女人心》獲選為第69屆坎城影展正式競賽片；2019年，他與長期合作的製作設計胡立亞諾·多赫聶拉斯共同執導的《殺戮荒村》讓他第二次進入坎城影展正式競賽單元，並獲得評審團獎。2025年，執導的第四部長片《秘密特工》讓他第三次進入坎城影展正式競賽單元，並獲得最佳導演獎。

## 電影作品

### 劇情長片
- 2013年：《鄰居的狗吠聲》（O Som ao Redor）
- 2016年：《水瓶女人心（葡萄牙語：Aquarius (filme)）》（Aquarius）
- 2019年：《殺戮荒村（葡萄牙語：Bacurau (filme)）》（Bacurau；與胡立亞諾·多赫聶拉斯（葡萄牙語：Juliano Dornelles）合導）
- 2025年：《秘密特工》（O Agente Secreto）

### 紀錄長片
- 2023年：《記憶魅影之城》（Retratos Fantasmas）

## 外部連結
- 克雷伯·曼東沙·費侯在互联网电影资料库（IMDb）上的資料（英文）
- 克雷伯·曼東沙·費侯在豆瓣上的资料（简体中文）